# یونگلینگ
دی. جی یونگلینگ و پسر در سال 1829میلادی تأسیس شده و قدیمی‌ترین شرکت تولید کننده آبجو در ایالات متحده است. در سال 2018 میلادی، از نظر حجم فروش، بزرگ‌ترین کارخانه آبجوسازی سنتی، و در مجموع ششمین کارخانه بزرگ آبجوسازی آمریکا و بزرگ‌ترین کارخانه آبجوسازی منحصراً متعلق به آمریکا در ایالات متحده بود است. دفتر مرکزی آن در پوتسویل، پنسیلوانیا است. در سال 2015، شرکت یونگلینگ حدود 2.9 میلیون بشکه آبجو تولید کرد که حاصل دو کارخانه در پنسیلوانیا و یک کارخانه آبجوسازی در تامپا، فلوریدا بود.
نام شرکت یونگلینگ از ریشهٔ لغت آلمانی Jüngling است که نام خانوادگی مؤسس شرکت و به معنی «جوان» است.
محصول شاخص این شرکت لاگر سنتی یونگلینگ است، لاگر در پنسیلوانیا و دره دلاور به شدت محبوب است و در برخی از بارها صرفاً با درخواست یک لاگر سفارش داده می‌شود.
شرکت یونگلینگ از سال‌های ۱۹۲۰ به تولید بستنی نیز پرداخت اما در سال ۱۹۸۵ تولید بستنی متوقف شد تا اینکه پس از ۲۹ سال، در سال ۲۰۱۴ بستنی یونگلینگ به‌طور رسمی دوباره معرفی شد.

## محصولات
- لیجر سنتی[۷]
- لایت لاگر[۸]
- آبجو ممتاز یونگلینگ[۹]
- آبجو سبک ممتاز یونگلینگ[۱۰]
- مشکی و برنزه اصل[۱۱]
- پورتر تیره دم[۱۲]
- لرد چسترفیلد آل[۱۳]
- پیلسنر طلایی[۱۴]
- یونگلینگ اکتبرفست[۱۵]
- پرواز با یونگلینگ[۱۶]

### توقف تولید
- یونگلینگ باک[۱۷][۱۸]
- گندم تابستانی[۱۹]
- یونگلینگ ای‌پی‌ال[۲۰]
- آلمانی قدیمی
- نصف نصف